# Хаммерсхёй, Вильгельм
Вильгельм Хаммерсхёй (дат. Vilhelm Hammershøi) — датский художник, представитель символистского направления в живописи.

## Жизнь и творчество
Родился в зажиточной купеческой семье. Его талант к рисованию рано раскрылся и поощрялся родителями. Занимался рисованием с восьми лет, в 1876—1885 годах учился в Датской королевской академии изящных искусств в Копенгагене. На Всемирной выставке 1889 года в Париже в датском павильоне были выставлены четыре картины работы Хаммерсхёя.
В 1891 году художник женится на Иде Ильстед, затем молодожёны едут в свадебное путешествие по Германии, Франции, Италии и Англии. В Гамбурге Хаммерсхой знакомится с директором местного художественного музея Альфредом Лихтварком. В то же время ему не удаётся встретиться с находившимся также в это время во Франции своим художественным идеалом Джеймсом Уистлером. Во время поездки по Германии Хаммерсхёй знакомится в Дюссельдорфе со знаменитым немецким поэтом Райнером Мария Рильке, впоследствии посетившим художника в Копенгагене. На протяжении многих лет поддерживал дружеские отношения с другим датским художником, работавшим в жанре интерьерной живописи, Карлом Холсё.
Вернувшись на родину, семья художника селится в Копенгагене. К 1905 году произведения Хаммерсхёя покоряют Германию, коллекционеры которой покупают многие полотна мастера. В 1906 организуется большая его выставка в Гамбурге. В 1909—1910 художник становится членом Королевской Академии искусств. Был лауреатом международных художественных выставок в Италии и в США. Скончался вследствие заболевания раком горла. Похоронен на Западном кладбище Копенгагена.
Полотна В. Хаммерсхёя часто изображают архитектурные строения и домашние интерьеры; это также портреты и пейзажи. Работы его полны тишины, покоя и меланхолии. Изображения большей частью переданы серой, белой, зелёной или синей краской, а также оттенками этих цветов. Художник преклонялся перед творчеством американца Джеймса Мак-Нейла Уистлера.

## Галерея

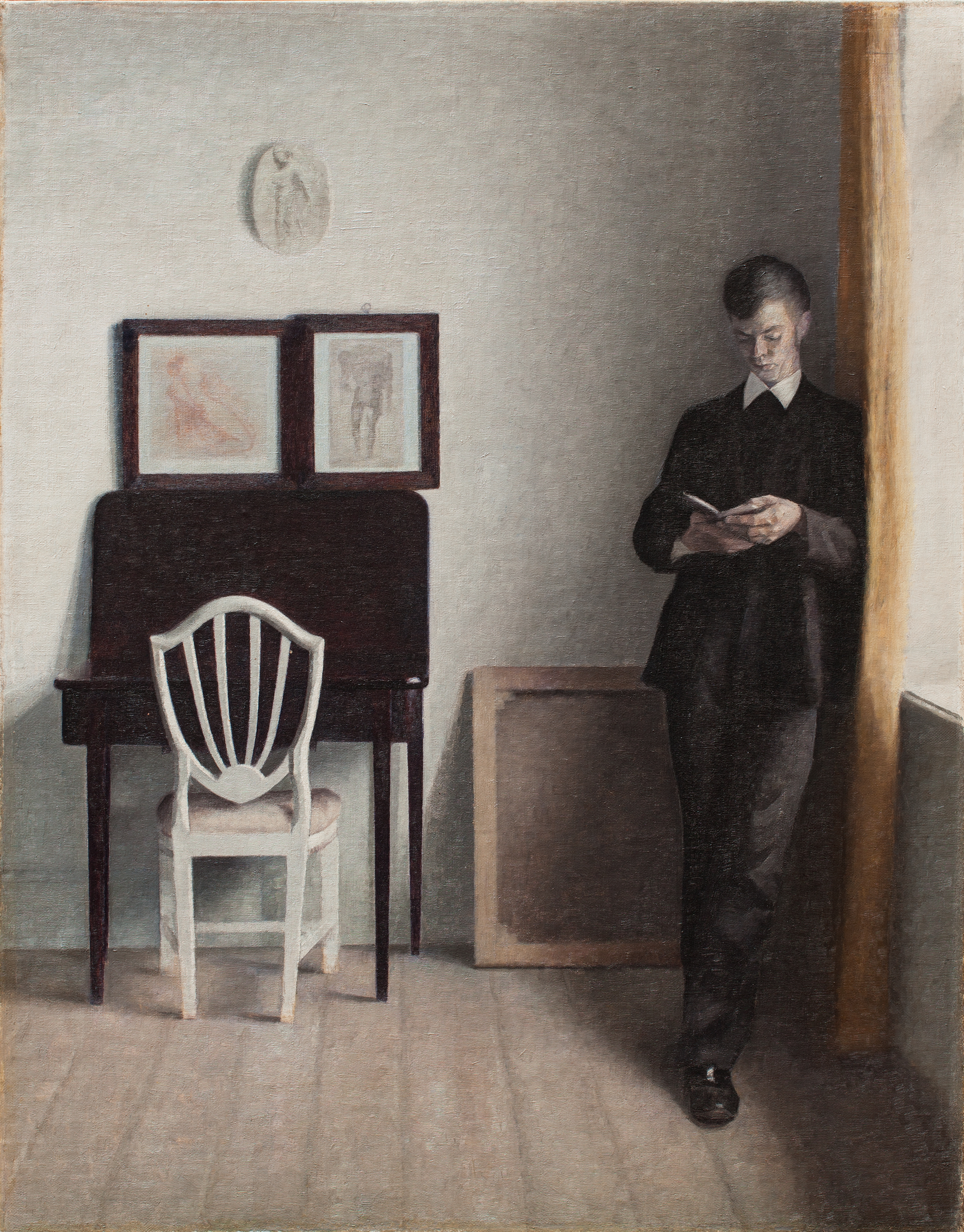
Интерьер с читающим юношей (1898)
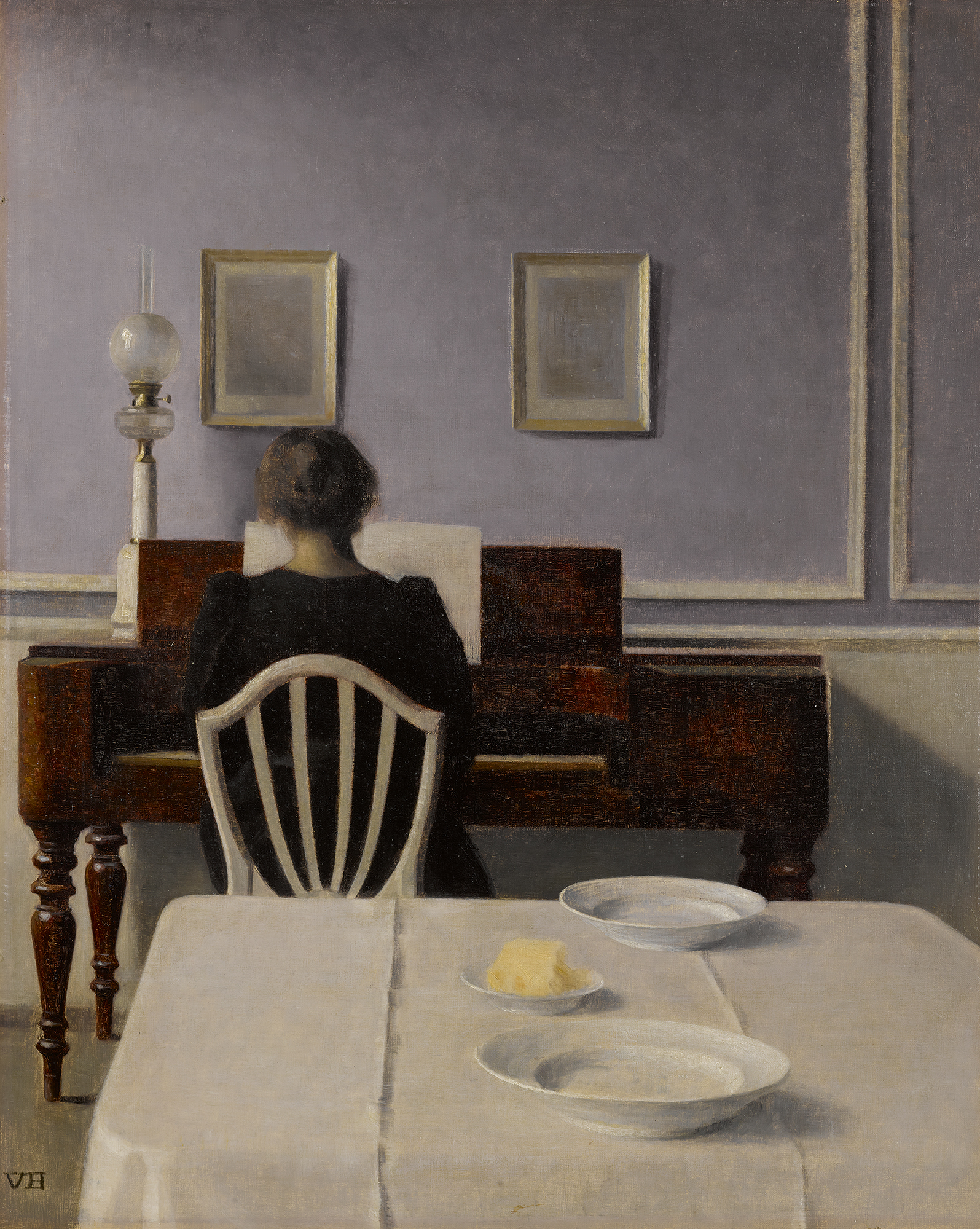
Интерьер с девушкой за фортепьяно
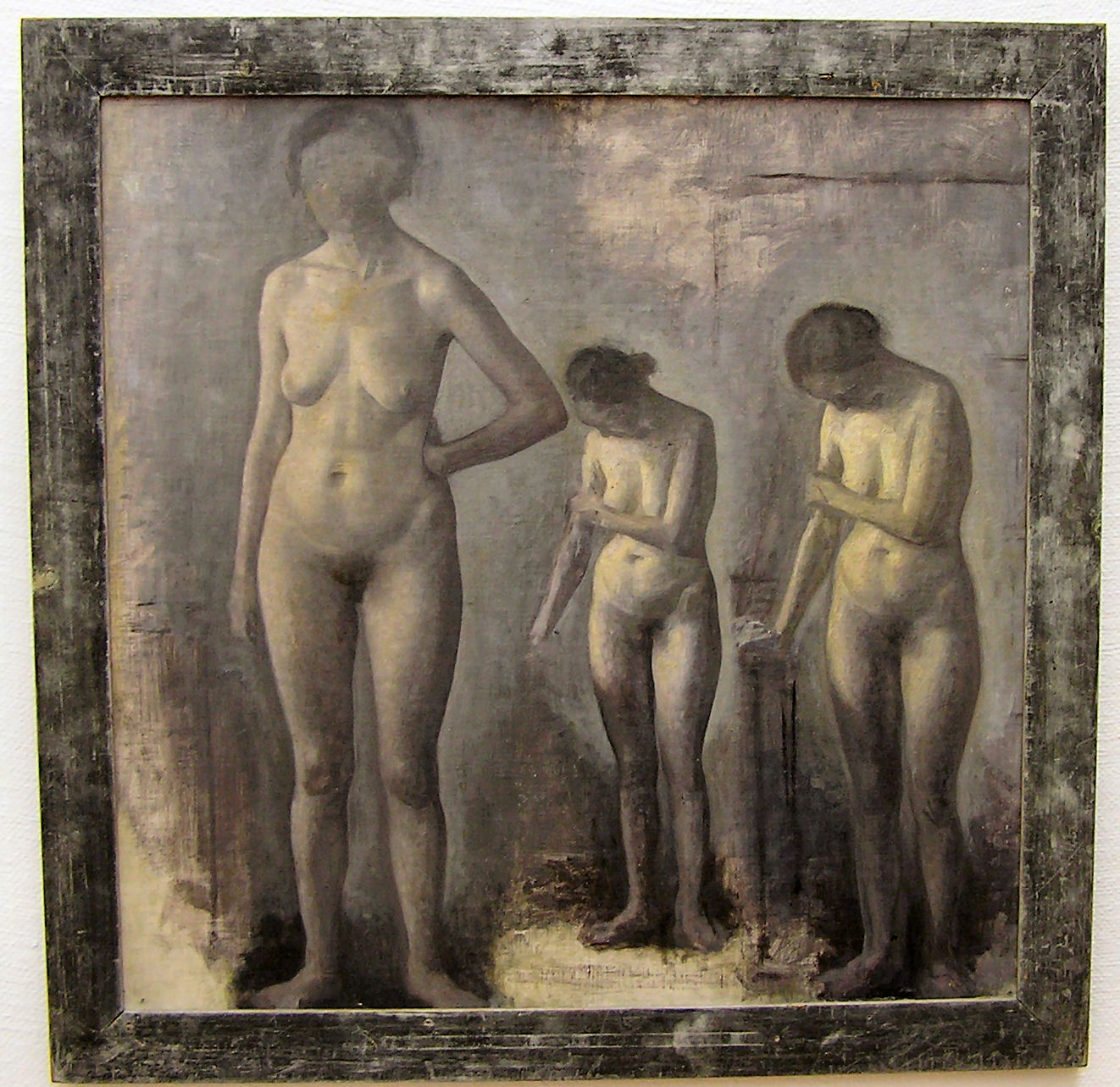
Три модели
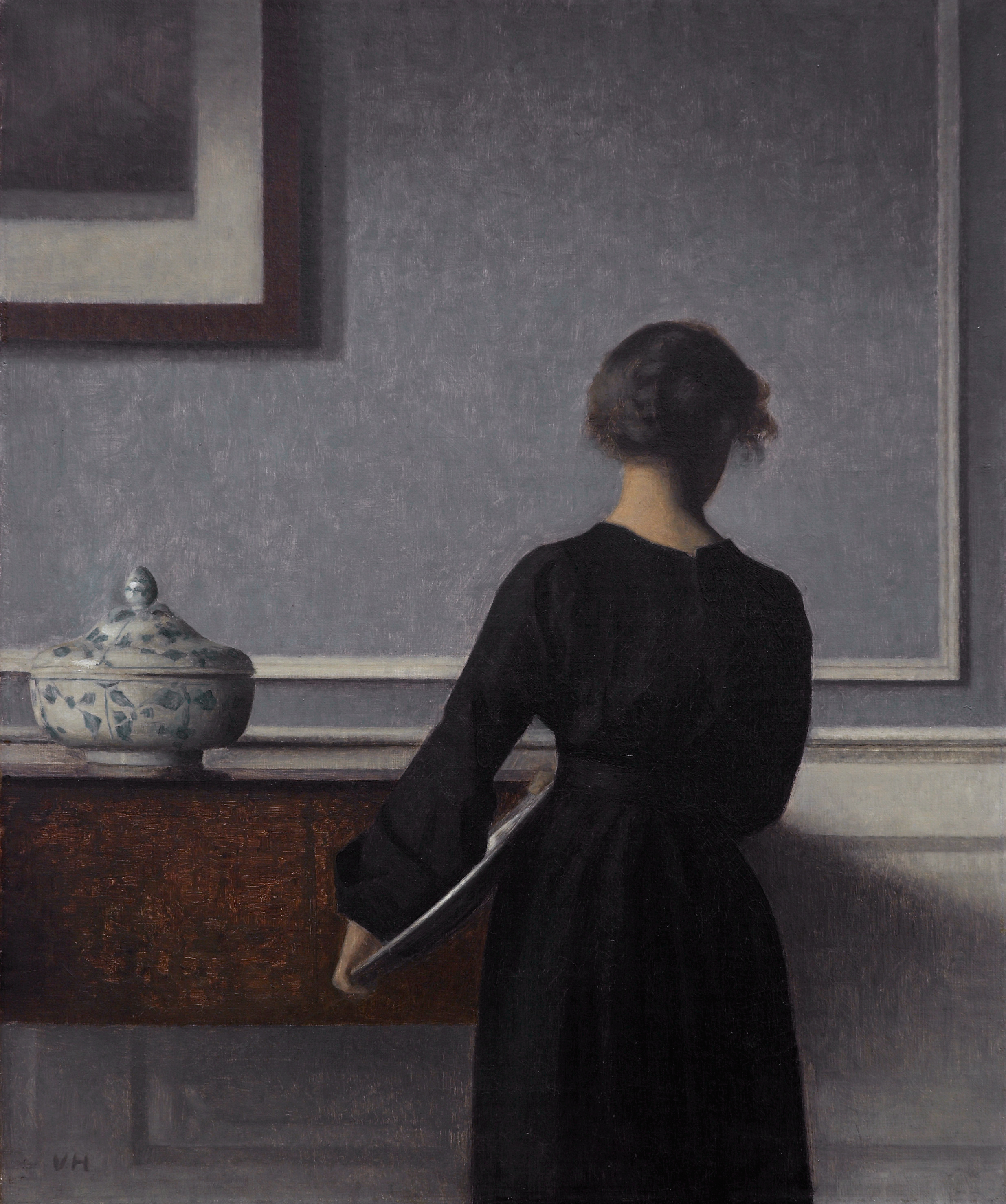
Стоящая спиной женщина в интерьере (1903-1904)
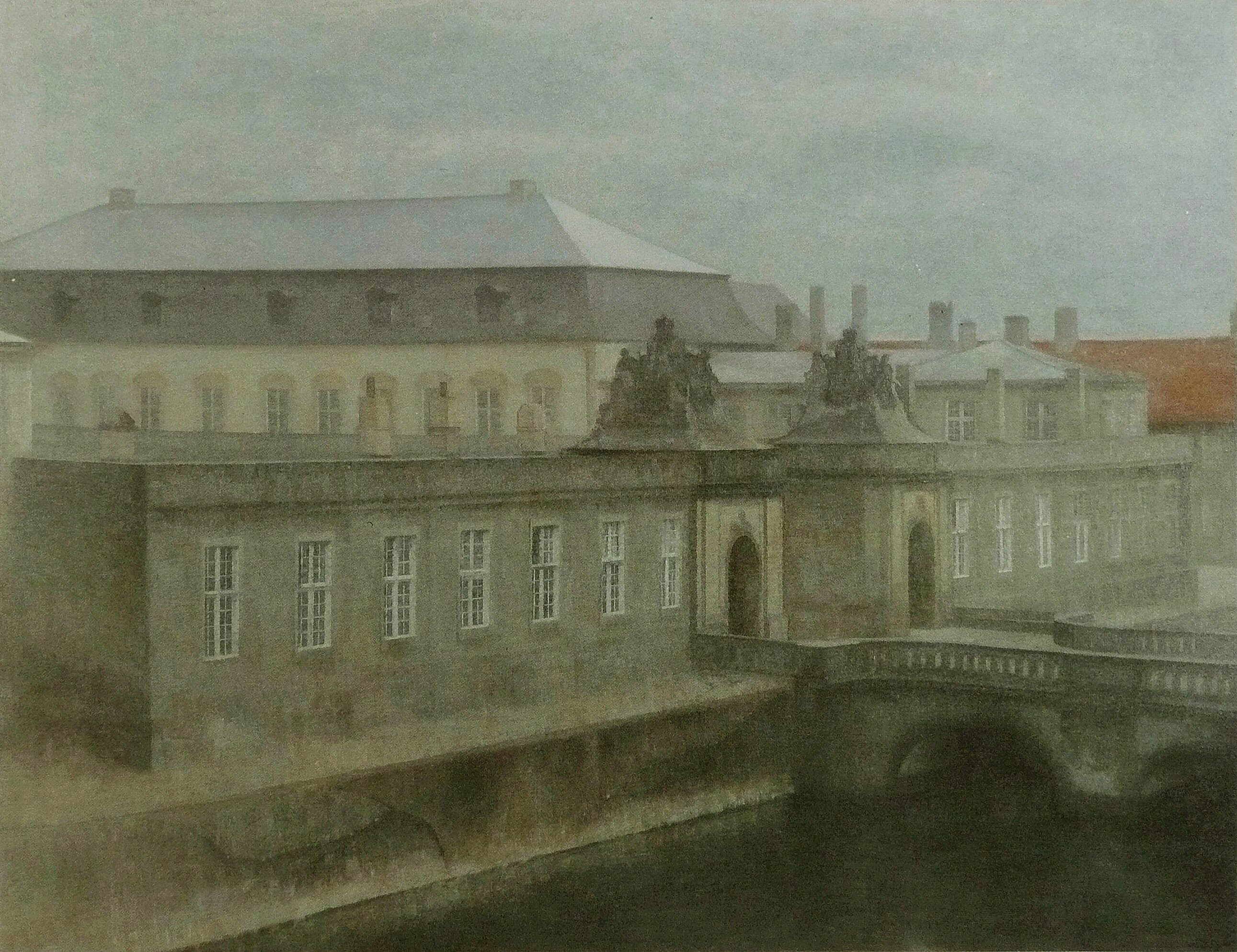
Старинный Кристианборг
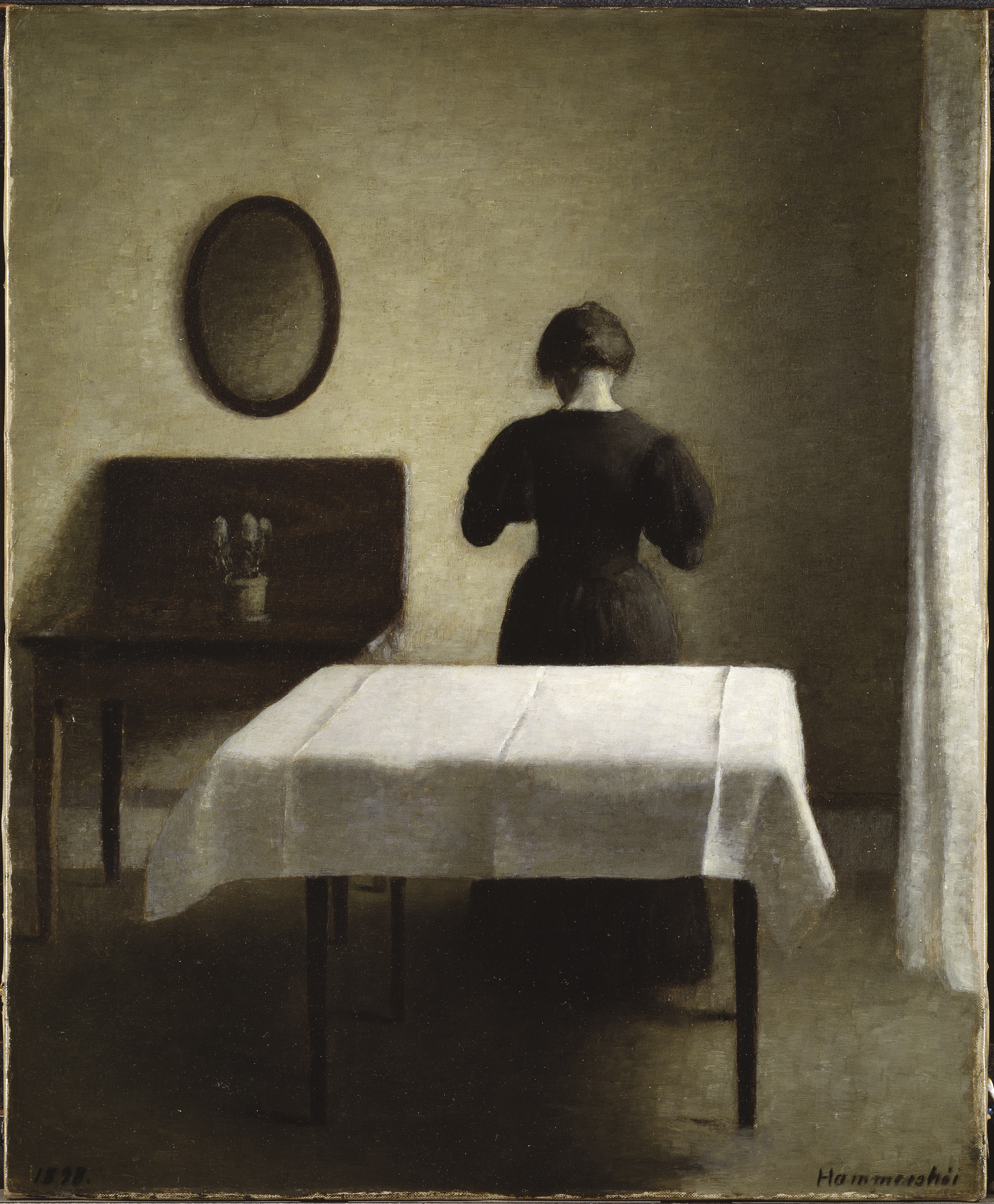
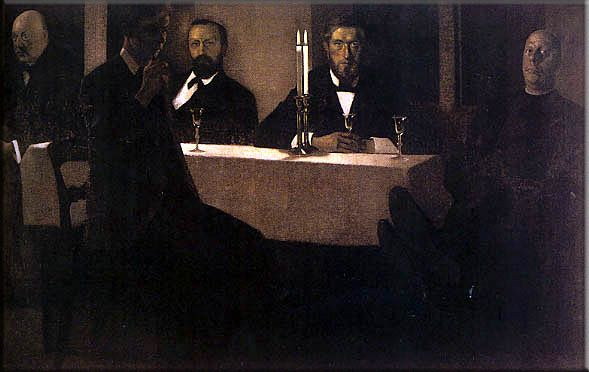
Групповой портрет (1901-1902)
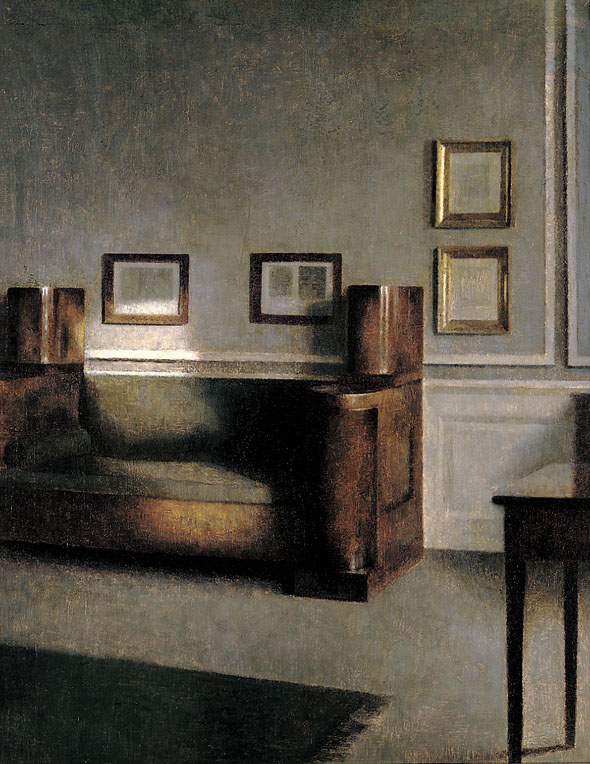
Комната, освещённая солнцем (1905).
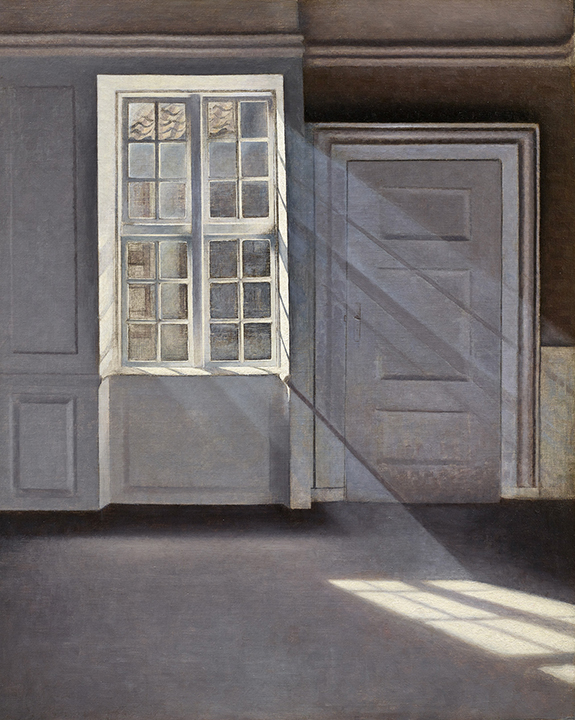
Лучи Солнца